# Regionalwahl in Molise 1970
Die Regionalwahl in Molise 1970 fand am 7. und 8. Juni statt.

## Wahlergebnis
| Listen            | Listen                                          | Stimmen | %    | Mandate |
| ----------------- | ----------------------------------------------- | ------- | ---- | ------- |
|                   | Democrazia Cristiana                            | 92.839  | 52,1 | 16      |
|                   | Partito Comunista Italiano                      | 26.714  | 15,0 | 5       |
|                   | Partito Socialista Italiano                     | 16.932  | 9,5  | 3       |
|                   | Partito Socialista Unitario                     | 13.576  | 7,6  | 2       |
|                   | Partito Liberale Italiano                       | 10.802  | 6,1  | 2       |
|                   | Movimento Sociale Italiano                      | 8.022   | 4,5  | 1       |
|                   | Partito Repubblicano Italiano                   | 5.298   | 3,0  | 1       |
|                   | Partito Socialista Italiano di Unità Proletaria | 4.078   | 2,3  | –       |
| Gesamt            | Gesamt                                          | 178.261 | 100  | 30      |
|                   |                                                 |         |      |         |
| Ungültige Stimmen | Ungültige Stimmen                               | 10.545  | 5,6  |         |
| Wähler            | Wähler                                          | 188.806 | 80,1 |         |
| Wahlberechtigte   | Wahlberechtigte                                 | 235.808 |      |         |